# Hipòtesi de simulació
La hipòtesi de simulació proposa que tota l'existència és una realitat simulada, com ara una simulació per ordinador.
La hipòtesi de simulació està emmarcada dins de l'escepticisme filosòfic, molt present a la història de la filosofia. La hipòtesi ha sigut popularitzada el segle XXI de nou per Nick Bostrom, qui suggereix que aquesta hipòtesi és compatible amb totes les experiències perceptives humanes i que té conseqüències epistemològiques significatives, en forma d'escepticisme filosòfic. La hipòtesi s'ha plantejat diverses vegades en la ciència-ficció, i ha sigut l'eix o argument central en diverses obres de ficció, incloent pel·lícules i novel·les. La proposta plantejada per Bostrom ha sigut definida com a pseudociència per la física teòrica Sabine Hossenfelder i pel cosmòleg George F.R. Ellis, qui va afirmar que "és totalment impracticable des del punt de vista tècnic" i que “Sembla que els protagonistes han confós ciència-ficció amb ciència. Una conversa de bar no és una teoria viable."

## Orígens
Hi ha una llarga història filosòfica i científica defensant la tesi subjacent que la realitat és una il·lusió. Aquesta hipòtesi escèptica es remunta a l'antiguitat; per exemple, amb el " Somni de papallona " de Zhuangzi, o la filosofia índia de Maya, o en la filosofia grega antiga, on Anaxarc i Mònim de Siracusa comparaven les coses existents amb una pintura d'escena i suposaven que s'assemblaven a les experiències viscudes durant el son o amb la bogeria.
Els textos filosòfics asteques teoritzaven que el món era una pintura, o bé un llibre escrit pels Teotl, l'omnipresència metafísica sobre la qual es basava la seva filosofia religiosa.

## Argumentació
Premissa de Nick Bostrom :
| « | Many works of science fiction as well as some forecasts by serious technologists and futurologists predict that enormous amounts of computing power will be available in the future. Let us suppose for a moment that these predictions are correct. One thing that later generations might do with their super-powerful computers is run detailed simulations of their forebears or of people like their forebears. Because their computers would be so powerful, they could run a great many such simulations. Suppose that these simulated people are conscious (as they would be if the simulations were sufficiently fine-grained and if a certain quite widely accepted position in the philosophy of mind is correct). Then it could be the case that the vast majority of minds like ours do not belong to the original race but rather to people simulated by the advanced descendants of an original race. | » |

Conclusió de Nick Bostrom:

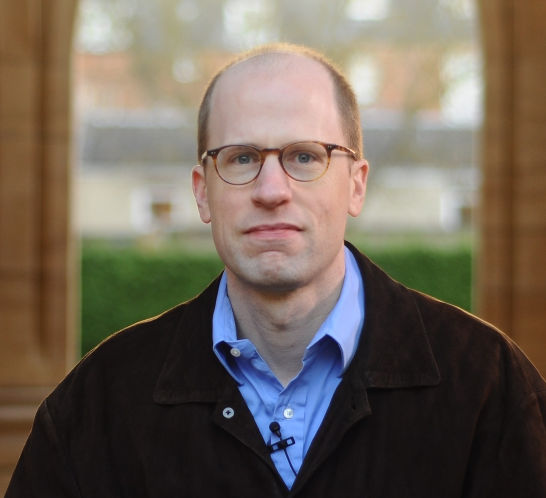
Nick Bostrom el 2014

| «                                                              | It is then possible to argue that, if this were the case, we would be rational to think that we are likely among the simulated minds rather than among the original biological ones. Therefore, if we don't think that we are currently living in a computer simulation, we are not entitled to believe that we will have descendants who will run lots of such simulations of their forebears. | » |
| — Nick Bostrom, Are You Living in a Computer Simulation?, 2003 | |   |

El 2003, el filòsof Nick Bostrom va proposar un trilema que va anomenar l'argument de la simulació. Malgrat el nom, l'argument de simulació de Bostrom no defensa directament que els humans visquin en una simulació; en canvi, el trilema de Bostrom argumenta que una de les tres proposicions poc probables és gairebé certament certa:
1. "La fracció de civilitzacions humanes que arriba a una etapa posthumana (és a dir, una capaç d'executar simulacions d'ancestres d'alta fidelitat) és molt propera a zero", o bé
2. "La fracció de civilitzacions posthumanes interessades a fer simulacions de la seva història evolutiva, o variacions d'aquesta, és molt propera a zero", o
3. "La fracció de totes les persones amb el nostre tipus d'experiències que viuen en una simulació és molt propera a una".

El trilema assenyala que una civilització posthumana tecnològicament madura tindria un poder informàtic enorme; si fins i tot un petit percentatge d'ells hagués d'executar "simulacions d'ancestres" (és a dir, simulacions d'"alta fidelitat" de la vida ancestral que serien indistingibles de la realitat), el nombre total d'ancestres simulats, o Sims, a l'univers (o multivers, si existeix) superaria molt el nombre total d'ancestres reals.
Bostrom continua utilitzant un tipus de raonament antròpic per afirmar que, si la tercera proposició és la certa, i gairebé totes les persones viuen en simulacions, aleshores els humans estan gairebé segurs que viuen en una simulació. També afirma que el seu argument va més enllà de la clàssica hipòtesi escèptica, afirmant que "... tenim raons empíriques interessants per creure que una certa afirmació disjuntiva sobre el món és certa", la tercera de les tres proposicions disjuntives és que som gairebé segur que viuen en una simulació. Així, Bostrom, i d'altres escriptors com David Chalmers, argumenten que podria haver-hi raons empíriques per a la hipòtesi de simulació, i que, per tant, no és una hipòtesi escèptica sinó més aviat una hipòtesi metafísica. Bostrom afirma que no veu cap argument sòlid sobre quina de les tres proposicions del trilema és la vertadera. Com a corol·lari del trilema, Bostrom afirma que "tret que ara estiguem vivint en una simulació, gairebé segur que els nostres descendents mai executaran una simulació d'avantpassats".

## Crítica
El filòsof Barry Daintonmodifica el trilema de Bostrom fonamentant que totes les escoles de pensament filosòfic podrien estar d'acord que les experiències de simulació d'avantpassats neuronals amb prou tecnologia no es podrien distingir de les experiències no simulades. Fins i tot si els Sims d'ordinador mai són conscients. Dainton conclueix: o bé la fracció de civilitzacions a nivell humà que assoleix una etapa posthumana i que són capaços i disposats d'executar un gran nombre de simulacions d'ancestres neuronals és propera a zero, o bé existeix algun tipus de simulació d'ancestres (possiblement neural).
Alguns estudiosos rebutgen categòricament —o no estan interessats en— el raonament antròpic, descartant-lo com a "merament filosòfic", infalsificable o inherentment poc científic.
Altres crítics proposen que la simulació podria ser encara a la seva primera fase o primera generació, i que totes les persones participants a la simulació que algun dia es crearan encara no existeixen.
El cosmòleg Sean M. Carroll argumenta que la hipòtesi de la simulació condueix a una contradicció: si els humans són típics, com s'assumeix, i no són capaços de realitzar simulacions, això contradiu l'assumpció de l'argumentador que és fàcil per a nosaltres preveure que altres civilitzacions poden molt probablement realitzar simulacions.
El físic Frank Wilczek planteja una objecció empírica, dient que les lleis de l'univers tenen una complexitat oculta que "no s'utilitza per a res" i que les lleis estan limitades pel temps i la ubicació, tot això és innecessari en una simulació. També es pregunta que, si vivim en una simulació, de què està fet el món des d'on es simula i quines són les seves lleis?
També s'ha argumentat que la probabilitat que els humans visquin en un univers simulat no és independent de la probabilitat prèvia que s'assigna a l'existència d'altres universos.
En l'àmbit de la física, Wheeler va observar per primera vegada la visió de l'univers i el seu funcionament com un flux i reflux d'informació. En conseqüència, van sorgir dues visions del món: la primera proposa que l'univers és un ordinador quàntic, mentre que l'altra proposa que el sistema que realitza la simulació és diferent de la seva simulació (l'univers).

## Defensors

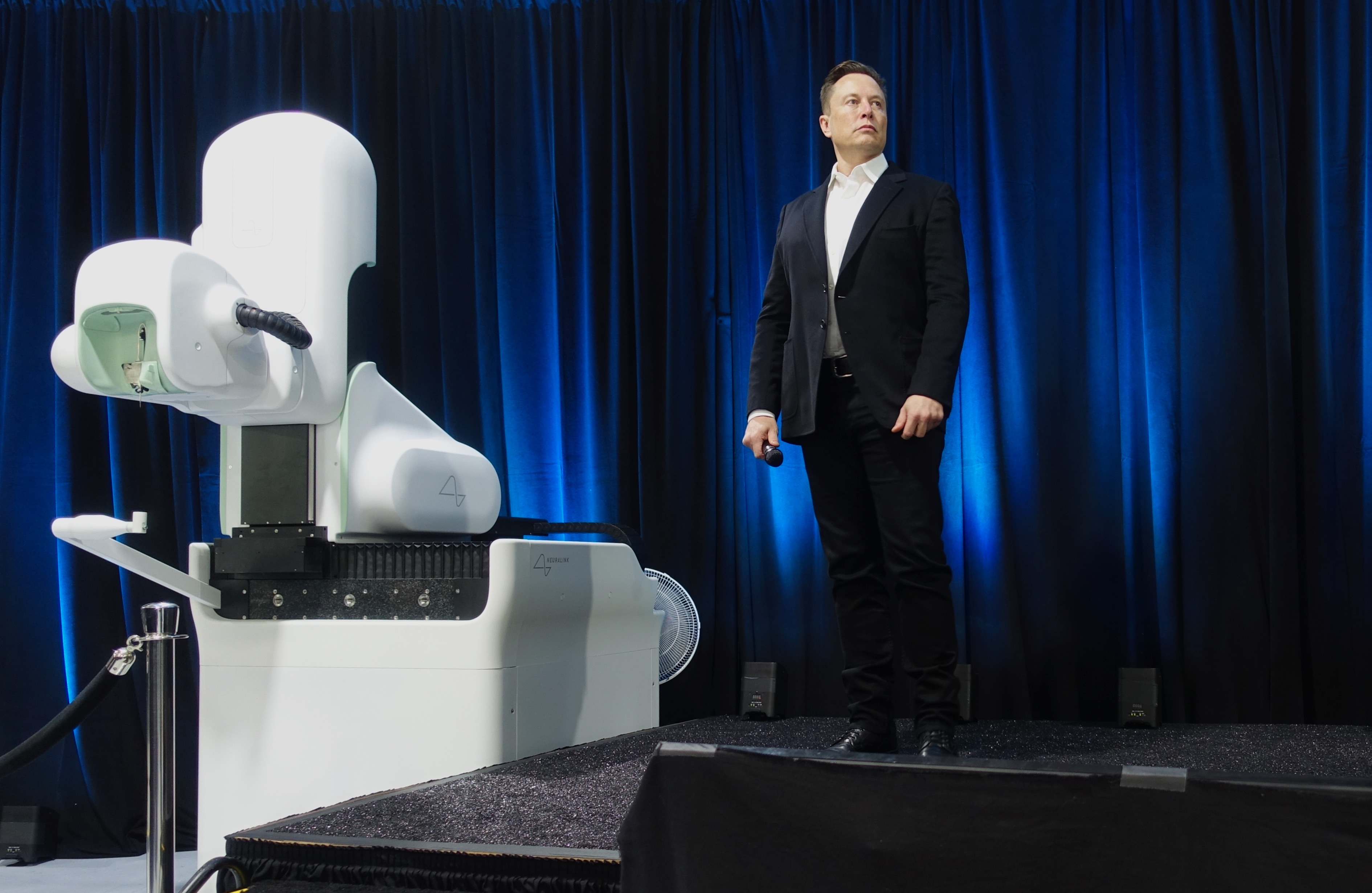
Elon Musk defensa la hipòtesi

Elon Musk creu fermament en la hipòtesi de simulació. En un podcast amb Joe Rogan, Musk va dir: "Si assumeixes algun índex de millora, els jocs eventualment seran indistinguibles de la realitat" abans de concloure "que és molt probable que estiguem en una simulació". També va declarar en una entrevista del 2016 que "hi ha una possibilitat entre mil milions que estiguem a la realitat bàsica".
Un altre defensor de la hipòtesi és l'astrofísic Neil Degrasse Tyson, que va dir en una entrevista a NBC News que la hipòtesi és correcta, amb un 50 per cent de probabilitats i afegint: "M'agradaria poder donar un argument fort en contra d'això". però no en trobo cap".
Tanmateix, en una entrevista posterior a Chuck Nice, Tyson comparteix que el seu amic J. Richard Gott, professor de ciències astrofísiques a la Universitat de Princeton, el va fer conscient d'una forta objecció a la hipòtesi de la simulació. L'objecció assenyala que el tret comú que tenen tots els hipotètics universos simulats d'alta fidelitat és la capacitat de produir universos simulats d'alta fidelitat. I com que el nostre món actual no posseeix aquesta capacitat, voldria dir que o som l'univers real i, per tant, encara no s'han creat universos simulats, o som els últims d'una llarguíssima cadena d'univers simulats, una observació que fa que la hipòtesi de simulació sembli menys probable. Pel que fa a aquesta objecció, Tyson va remarcar "això canvia la meva vida".

## Comprovació
El 2012 Silas R. Beane, Zohreh Davoudi i Martin J. Savage van publicar un article científic on proposen un mètode per provar la hipòtesi. Sota l'assumpció de recursos computacionals finits, la simulació de l'univers es duria a terme dividint el continu espai-temps en un conjunt discret de punts, que pot donar lloc a efectes observables. En analogia amb les minisimulacions que fan avui dins la Teoria de gauge per construir nuclis a partir de la teoria subjacent de les interaccions fortes (coneguda com a cromodinàmica quàntica), en el seu treball s'han estudiat diverses conseqüències observacionals d'un espai-temps semblant a una quadrícula. Entre les aplicacions proposades, hi ha una anisotropia en la distribució de raigs còsmics d'energia ultra alta que, si s'observés, seria coherent amb la hipòtesi de simulació segons aquests físics. El 2017, Campbell et al. van proposar diversos experiments destinats a provar la hipòtesi de simulació en el seu article "On Testing the Simulation Theory".
El 2019, el filòsof Preston Greene va suggerir que potser seria millor no esbrinar si vivim en una simulació, ja que, si es descobrís que és cert, aquest coneixement podria acabar amb la simulació.

## Filosofia

### L'argument del somni
Hi ha una llarga història científica i filosòfica a la tesi que la realitat és una il·lusió. Trobem els orígens d'aquesta hipòtesi escèptica a l'antiguitat, per exemple al "Somni de la Papallona" de Zhuangzi, o la filosofia dels Maya, o a filosofia de l'antiga Grècia d'Anaxarchus i Monimus.

Un somni es pot considerar un tipus de simulació, amb la capacitat d'enganyar a aquell que està dormint. Com a resultat, Bertrand Russell ha argumentat que la "hipòtesi del somni" no és una impossibilitat lògica, però que el sentit comú i consideracions de simplicitat hi van en contra. Un dels primers filòsofs a qüestionar-se la distinció entre els somnis i la realitat va ser Zhuangzi, un filòsof Xinès del segle 4 aC. Ell va teoritzar el problema conegut com el "Somni de la papallona", que, traduïda per Lin Yutang, va així:
"Hi havia una vegada, jo, Zhuangzi, somiava que era una papallona, volant aquí i allà, a tots els efectes una papallona. Jo només era conscient de la meva felicitat com una papallona, ignorant que jo era Zhuangzi. Aviat em vaig despertar, i allà vaig ser, de veritat, una altra vegada. Ara no sé si era llavors un home que somia que jo era una papallona, o si ara sóc una papallona, somiant que sóc un home. Entre un home i una papallona hi ha necessàriament un distinció. La transició es diu transformació de coses materials ".
Les arrels filosòfiques d'aquest argument també les rescata Descartes, un dels primers filòsofs de l'oest en fer-ho. En el seu llibre Meditacions de prima filosofia afirma que "...no hi ha clares distincions per les quals podem diferenciar clarament la vigília del somni", i arriba a la conclusió que "és possible que estigui somiant ara mateix i que totes les meves percepcions siguin falses".
Chalamers (2003) discuteix la hipòtesi del somni i declara que té dues formes diferents:
- Que està actualment somiant i, per tant, la majoia de les seves creences del món són incorrectes;
- Que sempre ha estat somiant, per tant, els objectes que percep sí que són reals, malgrat que ho siguin només en la seva imaginació

Tant la hipòtesi del somni com la hipòtesi de la simulació s'han de percebre com hipòtesis escèptiques. Un altre estat mental en el qual alguns argumenten que les percepcions individuals no tenen cap mena de base física en el món real és la psicosi.
El filòsof Ludwig Wittgenstein ha argumentat que teories escèptiques com aquestes no tenen sentit, ja que posen en dubte el coneixement que cal per entendre-les.
La hipòtesi del Somni també serveix per desenvolupar altres conceptes filosòfics, com ara l'horitzó personal de Valberg: a on pertanyeria aquest món si això fos tot un somni.
Els somnis lúcids estan caracteritzats com una idea on els elements del somni i la vigília estan combinats fins a un punt on l'usuari sap que està somiant, o despert.

### Filosofia Moderna
Una versió de la hipòtesi de la simulació va ser teoritzada com una part d'un argument filosòfic de part de René Descartes, per George Berkeley (1685 - 1753) amb el seu 'immaterialisme' (també referit com a 'idealisme subjectiu' per altres filòsofs).
Altres exemples:
- René Descartes (1598 - 1650) i la seva hipòtesi del geni maligne.[36]
- Textos filosòfics dels Asteques teoritzaven que el món era una pintura o un llibre escrit pel Teotl (el seu Déu).[37]
- Nietzsche, en Més enllà del bé i el mal castiga als filòsofs per tractar de trobar el món real més enllà del món deceptiu de les aparences.

No és res més que prejudici moral que la veritat val més que la semblança; és, de fet, la pitjor suposició comprovada del món... Per què no pot el món en el qual ens trobem--ser una ficció?

### Relació al solipcisme
Els arguments escèptics filosòfics han contribuït una part important a l'evolució de la discussió filosòfica, particularment en camps com ara l'ontologia, la metafísica, la teoria del coneixement i la filosofia de la ciència. La fal·libilitat de la percepció, el coneixement i el pensament ha estat explorada a partir de diversos arguments. Escenaris solipsistes, punts comuns de debat en aquests camps, són casos extrems que porten aquests dilemes a discussió addicional.

## Cultura popular
La ciència-ficció ha tractat temes com la realitat virtual, la intel·ligència artificial i els videojocs durant més de cinquanta anys. Jokester (1956) d'Isaac Asimov explorava la idea que l'humor és en realitat una eina d'estudi psicològic imposada des de fora pels extraterrestres que estudien la humanitat, de manera similar a com els humans estudien els ratolins. Simulacron-3 (1964) de Daniel F. Galouye, explicava la història d'una ciutat virtual desenvolupada com a simulació per ordinador amb finalitats d'investigació de mercat. El llibre es va convertir en una pel·lícula alemanya dirigida per Rainer Werner Fassbinder el 1973. La pel·lícula Nivell 13 de 1999 també es va basar en aquesta novel·la. We Can Remember It for You Wholesale és un conte breu de Philip K. Dick, publicat per primera vegada a The Magazine of Fantasy &amp; Science Fiction l'abril de 1966, i va ser la base de la pel·lícula Total Recall de 1990 i del seu remake de 2012 . A Overdrawn at the Memory Bank, una pel·lícula de televisió de 1983, el personatge principal paga per tenir la ment connectada a una simulació.
El mateix tema es va repetir a la pel·lícula de 1999 The Matrix, que representava un món en què robots intel·ligents artificialment esclavitzaven la humanitat dins d'una simulació ambientada en el món contemporani. L'obra de teatre de 2012 World of Wires es va inspirar parcialment en l'assaig de Bostrom sobre la hipòtesi de simulació.
L'episodi de la sitcom animada Rick i Morty, "M. Night Shaym-Aliens!", estrenat al 2014, mostra una simulació de 'baixa' qualitat que intenta atrapar als dos protagonistes de la sèrie, però donat que l'operació és menys "realista" que la realitat típica, es converteix en òbvia.
Un episodi del 2017 de la famosa sèrie ciència-ficció britànica Doctor Who, titulat "Extremis" mostra una versió simulada del doctor (el protagonista) i els seus companys. Un document secret del Vaticà descriu la veritat de la realitat simulada mitjançant la invitació al lector a escollir qualsevol sèrie de números de manera aleatòria. El document mostra els mateixos números a la pàgina següent, donat que la simulació no pot generar cap esdeveniment aleatori. Finalment és revelat que la simulació és un "món de pràctica" per a àliens amb la intenció de domini del món real.
La novel·la visual Anonymus;Code del 2022 explora la idea del món com a una simulació, amb un número infinit o quasi infinit de "capes mundials" o "world layers" de simulacions dins de simulacions. El principal problema amb aquest sistema és que algunes d'aquestes "capes mundials", per sota i per sobre del món en el qual es troben els personatges, el problema de l'any 2038 no ha estat solucionat, condemnant al món que s'acabi el 19 de gener de 2038 a les 03:14:07. Els personatges, per tant, han de hackejar tot el sistema fins a arribar a la capa de dalt de tot, on es troba el món real on viu el jugador, per sincronitzar totes les capes mundials i resoldre el problema de l'any 2038 en totes.
La sèrie de Netflix 1899, publicada el 2022 i creada per Jantje Friese i Baran bo Odar, explica la història inacabada d'un escenari de simulació en què diverses persones es troben en una circumstància de multiplicitats i simultaneïtats. La història implica una amnèsia, sistema aparentment necessari per protegir la integritat de la simulació, tal com suggereix que seria necessària el filòsof Preston Green.

## Defensa Matrix
La defensa Matrix és el terme donat a aquells casos legals en els quals la defensa s'ha basat en les pel·lícules de la saga Matrix, on la realitat és una simulació per ordinador (una realitat simulada) i la veritable realitat és molt diferent de la percebuda pels usuaris de la simulació.
En usar aquesta defensa, els acusats afirmen que van cometre un delicte perquè creien que estaven en Matrix i no en el món real. És una versió de la defensa per demència, i se la considera descendent de la defensa Taxi Driver utilitzada per John Hinckley Jr., una de les primeres defenses basades en la mescla de la realitat amb les pel·lícules.
Independentment de si el defensat creu o no que viu dins de Matrix, aquesta defensa s'ha usat amb èxit per a poder aconseguir que els defensats anessin a centres psiquiàtrics en lloc de presons:
- Tonda Lynn Ansley d'Hamilton, Ohio, va ser declarada no culpable en usar la defensa Matrix després de disparar al cap a la seva mestressa.[44][45]
- Vadim Mieseges de San Francisco va donar a la policia una explicació basada en la pel·lícula Matrix després de tallar en trossos a la seva mestressa, i va ser declarat incompetent per a ser jutjat.
- Els advocats de Joshua Cooke anaven a intentar aquesta defensa en el judici de 2003 al qual va ser sotmès per haver assassinat als seus pares adoptius, abans de declarar-se culpable.
- El cas de Lee Malvo també conté referències a Matrix, esmentada en els escrits extrets de la seva cel·la; es diu que va cridar "free yourself from the Matrix" ("allibereu-vos de Matrix") des de la seva cel·la després del seu arrest, i li va dir a agents de l'FBI que veiessin la pel·lícula si volien entendre-li.[46][47]